# مرزق، لیبی
مرزق (به عربی: مرزق) شهری در استان مرزق واقع در کشور لیبی است که جمعیت آن در سال ۲۰۱۰ میلادی ۱۲٫۷۴۶ نفر بوده‌است.